# شهدای ناوه
شهدای ناوه، روستایی از توابع بخش گرمخان شهرستان بجنورد در استان خراسان شمالی ایران است.

## جمعیت
این روستا در دهستان گیفان قرار دارد و براساس سرشماری مرکز آمار ایران در سال ۱۳۸۵، جمعیت آن ۶۰۵ نفر (۱۲۵خانوار) بوده‌است.

## زبان
زبان مردم روستا کردی است.